# 陈登科 (越南诗人)
陈登科（1958年4月24日—），越南诗人、记者。《军队文艺》新闻节目主播，越南作家协会副主席。

## 生平
1958年4月24日出生于海阳省南策县国峻社。8岁开始在报纸上发表诗歌。于1975年2月26日入伍。2004年6月，中校军衔的陈登科调至越南之声工作。